# Kaapo Kakko
Kaapo Kakko (Turku, Finlandia, 13 de febrero de 2001) apodado Kaapeli, es un jugador profesional finlandés de hockey sobre hielo que se desempeña en la posición de extremo derecho en Seattle Kraken, equipo de la National Hockey League (NHL).

## Carrera
Fue seleccionado en la primera ronda en la NHL Entry Draft de 2019. Hizo su debut profesional con el equipo New York Rangers, donde lleva jugando cinco temporadas.